# لولبيات المنشار
لولبيات الأسنان (الاسم العلمي: Helicoprionidae) هي فصيلة منقرضة من رتبة Eugeneodontida الغريبة غير المفهوم.  يمتلك جنس الهيليكوبريون «سمكة لولبية الأسنان» أسنان فريدة من نوعها حول الفك السفلي والزعانف الصدرية بدعم من شعاعي طويلة. أقرب الأسماك إلى الهليكوبريون التي تعيش اليوم هم الخرافيات.  اختلف تشريح بين الجنس والأنواع، بعضها يمتلك لوالب كاملة (مثل اللزوجة الحلزونية) ، والبعض الآخر لديه لوالب نصفية (كما هو موضح في Parahelicoprion) ، والبعض الآخر ذو نصف حلزوني مثبتة (ساركوبيريون).  يعتقد أن كل دوامة دوامة تتكيف مع نوع مختلف من الفرائس، واستراتيجية افتراس مختلفة.